# دریاچه ماناساروار
دریاچه ماناساروار (به لاتین: Lake Manasarovar) یک دریاچه در چین است که در منطقه خودمختار تبت واقع شده‌است.